# Peter Sykes
Pour les articles homonymes, voir Sykes.
Peter Sykes est un réalisateur et scénariste australien né le 17 juin 1939 à Melbourne (Australie) et mort le 1er mars 2006.

## Biographie
Après un début de carrière comme danseur, puis assistant sur des émissions australiennes destinées aux enfants, Peter Sykes s'installe en 1963 à Londres. Il devient l'assistant de Don Levy, australien comme lui, sur un documentaire puis parvient à monter son propre film documentaire produit par la BBC, Walkabout to Cornwall (en) (1966).
En 1967, il est commissionné pour réaliser une série de reportages, Britain Around the World, pour le pavillon de la Grande-Bretagne dans le cadre de l'Expo67 à Montréal : cette production l'amène à rencontrer Peter Brook, qui l'invite à travailler sur Tell Me Lies.
En 1968, Max Steuer lui propose d'adapter pour l'écran The Committee, un film que le critique Kenneth Tynan (en) de The Observer qualifia « d'admirable ».
Il est ensuite chargé de plusieurs épisodes de la série Chapeau melon et bottes de cuir (saison 6).
En 1971, sort son deuxième film de fiction, The Legend of Spider Forest, rebaptisé Venom, un mélange de film d'horreur et de drame romantique.
Les studios Hammer l'embauchent. Il retourne pour la télévision avec Les Mystères d'Orson Welles (1974).
En 1977, il réalise un film pour la télévision française, Les magiciens du futur, avec Maurice Ronet.
Il enseigne dans les années 1990 l'écriture scénaristique à la Winchester University.
L'une de ses dernières réalisations, Kaosmos (1996), a été produite par la télévision danoise.

## Filmographie
- 1968 : The Committee
- 1971 : Venom
- 1972 : Les Démons de l'esprit (Demons of the Mind)
- 1973 : The House in Nightmare Park
- 1973 : Steptoe and Son Ride Again
- 1976 : Une fille... pour le diable (To the Devil a Daughter)
- 1979 : Jesus